# 映像の原則
『映像の原則』（えいぞうのげんそく）は、アニメ監督である富野由悠季の著書。2002年刊。映像演出の教本書であり、基本的にアニメーションに沿っているが、映像一般に関する原則を取り扱う内容となっている。2011年に加筆と修正を行った改訂版が発行された。

## 概要
古典的な映像理論に、エイゼンシュタインのモンタージュ理論があるが、本書が提唱する「映像力学」もまた映像一般の記号的取り扱いに関する法則である。
ここに簡単な例を挙げる。
小さな円が時間経過に従って、同じ中心の大きな円に入れ変わってゆく映像があったとする。フィルムのコマは連続的な動きではないが、人間の脳はこれを「一つの円の変化」と認識する(ゲシュタルト心理学)。このとき円は、
- 小さい→大きい/奥→手前といった物理的認識
- 弱い→強い/解放→圧迫といった心理的認識

の二つの効果をもたらすことになる。
このように、円のような単純な記号だけでも、その画面内での変化に伴って心理的、物語的な効果を引き出せると主張するのが映像力学である。
本書では他に上手と下手の関係やイマジナリーラインの問題など、表現対象の個々の特性によらない一般法則を解説している。
他にも、作画・演技・音楽といった事にまで触れており、実務書的な面もある。

## その他
挿絵はゲーム会社カプコン所属の西村キヌが担当している。『∀ガンダム』でキャラクターデザインを務めた安田朗繋がりである事は明らかであったが、わざわざ無機質な図解の絵を担当している事から何らかの作品への参加が囁かれていた。西村キヌはキャラクターデザイン（衣装デザイン）として、『OVERMANキングゲイナー』に参加していた。